# 鴨島 (島根県)
鴨島（かもしま）は、現在の島根県益田市高津・中須沖の日本海にあったとされる島である。諸説ある柿本人麻呂の終焉地とされるうちの一つであり、1026年（万寿3年）の万寿地震によって海中に没し、地元で「大瀬」と呼ばれている暗礁が水没した鴨島の跡だとされるが、伝説に過ぎないとする説もある。近年、学術調査が行われており、鴨島が実在したことの直接的な証拠は見つかっていないものの、地震や津波が発生したことは間違いないとみられることから、一概に否定することはできないと考えられている。

## 伝承
益田川河口から500メートルないし1キロメートル沖合にあったとされる。東西約2キロメートル・南北約300メートルで、本土とは砂州でつながった陸繋島であり、岩盤の上に砂が堆積しただけの低い砂丘の島であったと考えられている。また、鴨島の東には同規模の鍋島があり、さらに東の遠田沖には柏島があった。伝承によれば、在りし日の鴨島は外浜と内浜にそれぞれ良港を持ち、日本海を行き交う船は必ず立ち寄るほど繁盛した島であったという。島には「鴨山」と呼ばれる小高い地があって、柿本人麻呂はそこで没し、後の神亀年間に聖武天皇の勅命によって人麻呂神社とその別当寺「人丸寺」が建立されたとされる。他に、千福寺・万福寺の2寺があった。
しかし、1026年6月16日（万寿3年5月23日）深夜に発生したとされる万寿地震によって一夜にして海中に没し、人麻呂神社・人丸寺・千福寺・万福寺の1社3寺と約500軒の民家は悉く流出し壊滅した。鍋島・柏島も同じくこの時に陥没したと伝えられている。

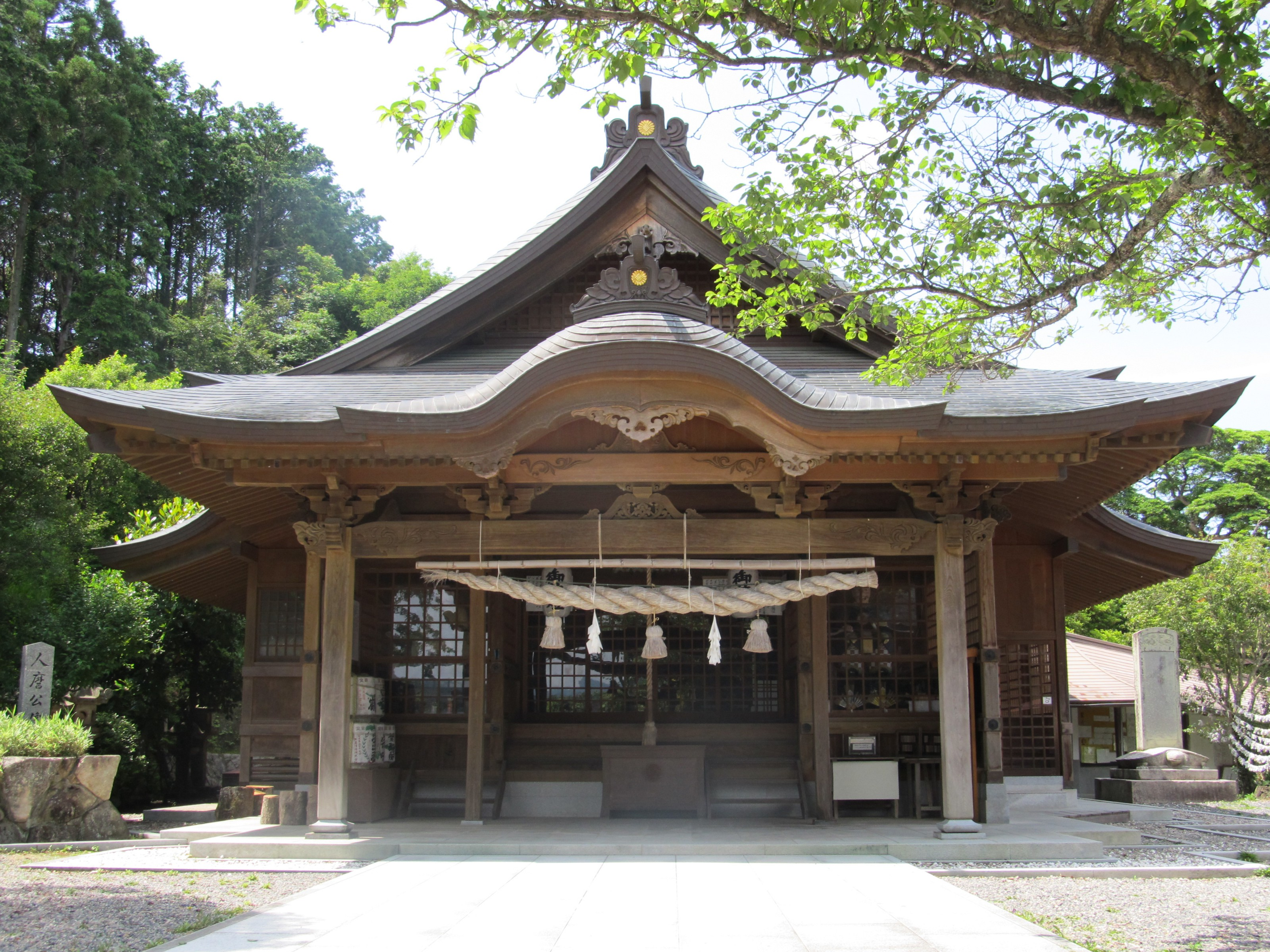
現在の高津柿本神社

また、このとき流された人麻呂神社の神体であった神像が対岸の松崎に漂着したため、その地に改めて柿本神社と人丸寺が再建されたという。現在の高津柿本神社は、1681年（延宝9年）に風水害を懸念した津和野藩主亀井茲親によって松崎から現在地に移転されたものである。
現在、地元で「大瀬」と呼ぶ暗礁が鴨島の、「三瀬」と呼ぶ暗礁が鍋島の陥没した跡だとされている。「大瀬」は、浅いところで水深3メートルから6メートル、深いところで水深12メートルから13メートルで、短径300メートル面積20万平方メートルの楕円形をしており、波の荒れた日には「大瀬」の上に白波が立つのを見ることができる。
その「大瀬」で1901年（明治34年）8月21日に地元の漁師が海中から引き上げた漢鏡や双盤が、中須の福王寺に保存されている。

## 伝承に対する疑義
一方、これらの伝承は専ら口碑によるものであり、鴨島や地震・津波について述べた同時代史料は存在しない。万寿地震とその被害を指すと思われる記述が確認できるのは400年以上後の1430年（永享2年）に著された『徹書記物語』が初出であるし、それ以降に記された書物についても、多くは荒唐無稽な伝説を記しているのみで史料としての信頼性は高いものではない。さらに、それら史料にもはっきりと「地震」と記述されたものはない。また、そもそもこの地域では、暴風雨による高潮こそ発生することはあるものの、地震による津波の被害は少ない。

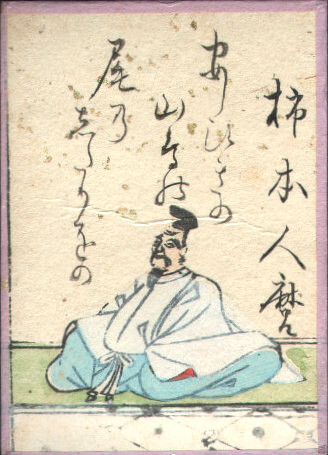
柿本人麻呂

こうした事実から、柿本人麻呂の終焉地をめぐる論争も関わって、鴨島に関する伝承について懐疑的な見方も存在する。柿本人麻呂の辞世の句とされる「鴨山の岩根し枕けるわれをかも知らにと妹が待ちつつあるらむ」（『万葉集』233）の「鴨山」がどこであったのか、すなわち柿本人麻呂の終焉地がどこであるのかについて、前述のとおり地元では鴨島にあった鴨山を終焉地とみなしているが、江戸末期から明治期の国学者である藤井宗雄は、著書『石見国名跡考』で浜田の亀山を支持する立場から、高津鴨島説に対して「万寿の海溢に托して、遁辞せるなり。」と述べてこれを否定した。また、歌人の斎藤茂吉も1936年（昭和11年）に発表した著書『柿本人麻呂』の中で「それが万寿の海嘯でなくなったとしても、どういふ作用でなくなったか、もっと科学的に説明が欲しい。さういふ研究論文の有無を知らぬのである。」と高津鴨島説を非科学的と否定した上で、新たに邑智郡粕淵村（現在の美郷町）湯抱の鴨山であるとする説を立てた。
これらの疑義に対して、地元の郷土史家矢富熊一郎は、1964年（昭和39年）に『柿本人麻呂と鴨山』を著し、地理的な考察を以てこれに反論した。また、伝承から推測される地盤の隆起・沈降のパターンは1872年（明治5年）に発生した浜田地震によるパターンと一致すると指摘されている。

## 学術調査

### 梅原猛による調査
1972年（昭和47年）から、哲学者の梅原猛は雑誌『すばる』に「水底の歌（柿本人麻呂）」を連載して柿本人麻呂終焉の地として高津鴨島説を支持し、流刑説を唱えた。翌1973年（昭和48年）には『水底の歌-柿本人麿論』として出版され、鴨島伝説は再び議論の的となった。
1977年（昭和52年）、梅原は自ら団長となり7月16日から7月26日にかけて「大瀬」の海底調査を行った。調査チームはプロのダイバーや水中カメラマンをはじめ、NHKの撮影チームも同行する大規模なものとなった。この調査では、「大瀬」の岩盤とは異なる安山岩からなる直径20センチメートルから30センチメートルの砲丸のような礫が多数発見され、波蝕によって形成されたと思われる高さ1.2メートルと2メートルの2つの典型的な茸状岩（きのこ岩）や海蝕甌穴3か所など特徴的な微地形が確認されている。円礫は暗礁である「大瀬」に自然に乗り上げたと考えるのは困難であったし、いかに波の強い日本海とはいえ水深8メートルから11メートルの海底で茸状岩や海蝕甌穴を形成するほど波蝕が進むとも考えられない。これらから調査チームは、「大瀬」は過去の一時期島ないし半島であり、その後急速に水没したと推定したが、それが地震や津波によるものであったのか、また、いつの頃のことであるのかまでは確定することができなかった。

### 松井孝典による調査
1993年（平成5年）2月、地球物理学者の松井孝典を団長、同じく地球物理学者の竹内均を副団長とする「鴨島海底学術調査団」が結成され、翌1994年（平成6年）にかけて最新のレーダーなどを用いた益田市沖の海底検査や陸地でのトレンチ調査などが実施された。
まず、海底音波探査によって、海底に地殻変動による横ずれ断層が確認された。そして、益田川沿いでかつて沼地であったと思われる地点を選んで行われたトレンチ調査では、特徴的な砂の層が認められた。その砂層は河口域で特徴的に見られる珪藻の殻を含み、下層の泥質層との間は水分を含んだ泥の上に急激に砂がたまった際に見られる顕著な火炎状構造を示していたことから、この砂層は益田川を遡った津波によってもたらされたものと考えられた。そして、その砂層直下の泥質層の放射性炭素年代測定を行ったところ BP 930 ± 80 となり、万寿年間に津波が発生したとする伝説を裏付ける結果となった。
こうした調査結果を受けて、鴨島海底学術調査団は益田市内で記者会見を開き、「鴨島の存在の大前提となる万寿の地震と津波は確かにあった。伝承が正しかったと科学的にいえるのではないか」と報告した。ただし、これらによっても大津波の存在が裏付けられたに過ぎず、鴨島跡を特定するまでには至っていない。

## 鴨島にちなむ名称
鴨島大橋
高津川最下流に架かる全長395メートルの橋で、島根県道333号久城インター線に属する。右岸に渡った先の交差点も鴨島交差点と名付けられている。
鴨島はまぐり
鴨島の対岸にあたる中須海岸で採れる天然ハマグリの愛称。高級品として知られる。